# Salvador Ley
Salvador Ley (* 2. Januar 1907 in Guatemala-Stadt; † 21. März 1985 ebenda) war ein guatemaltekischer Pianist und Komponist.

## Leben und Werk
Salvador Ley wurde als Sohn deutscher Eltern geboren, die sich in Guatemala-Stadt niedergelassen hatten. Im Alter von fünfzehn Jahren erhielt er ein Stipendium für ein Musikstudium in Berlin.
Salvador Ley studierte in seiner Heimatstadt bei Herculan Alvarado Klavier und Musiktheorie. Er absolvierte von 1922 bis 1934 Vertiefungsstudien in Berlin bei Georg Bertram und Egon Petri im Fach Klavier und bei Wilhelm Klatte und Hugo Leichtentritt in den Fächern Musiktheorie und Komposition.
Salvador Ley debütierte als Pianist 1927 in Berlin. Er kehrte 1934 nach Guatemala zurück und leitete dort von 1934 bis 1937 und von 1944 bis 1953 das ConservatorioNacional de Música. Seit 1953 lebte er in den Vereinigten Staaten.
Salvador Ley war neben seiner Tätigkeit als Konzertpianist als Musikpädagoge tätig. Er wirkte unter anderem am Westchester Conservatory of Music in White Plains (New York) und an der Mid-Westchester YMHA Music School in Scarsdale (New York).
Er schrieb die Oper Lera (1960), die Orchesterwerke Obertura jocosa (1950), Conzertino für Klavier und Orchester (1952), Concertante für Viola und Streicher (1962). An Kammermusik veröffentlichte er Satz für Streichquartett (1937), Stück für Viola und Klavier (1960), Suite für Flöte und Klavier (1963) und Movimiento y improvisación für Violine solo (1965). Darüber hinaus schrieb er zahlreiche Klavierstücke, unter anderem Danza fantástica (1952), Danza exótica (1959) und zahlreiche Lieder unter anderem auf Texte von Rainer Maria Rilke, Matthias Claudius, Hermann Hesse, Conrad Aiken, Christian Morgenstern, Angelus Silesius, Friedrich Nietzsche und Rubén Darío.